# Vojtíškova tiskárna
Vojtíškova tiskárna je bývalá tiskárna v rodinném domě ve městě Lázně Bělohrad v okrese Jičín. Patřila Janu Vojtíškovi, jehož syn byl během druhé světové války zapojen do ilegální organizace. Rodina Vojtíšků byla zatčena gestapem a dům byl zapsán jako kulturní památka České republiky.

## Pomoc parašutistům
Jan Vojtíšek ml. byl členem protinacistické odbojové organizace OSVO, která působila během německé okupace v Protektorátu Čechy a Morava a byl ve spojení s Anglií. 28. prosince 1941 byla zahájena Operace Anthropoid, jejímž hlavním cílem bylo uskutečnit atentát na zastupujícího říšského protektora a šéfa RSHA Reinharda Heydricha. Mezi druhou a třetí hodinou ranní 29. prosince byly vysazeny tři desanty na české území mezi nimiž byl i výsadek s krycím názvem Silver A. Velitel výsadku Alfréd Bartoš obdržel po navázání kontaktu s Londýnem adresu knihtiskaře Jana Vojtíška mladšího z Lázní Bělohradu. Pardubické spojce Haně Krupkové Vojtíšek slíbil spolupráci i svůj dům k dispozici pro další případné výsadky z Anglie.
28. března 1942 byl vysazen nedaleko Telče desant Out Distance. Členové výsadku jsou Adolf Opálka, Karel Čurda a Ivan Kolařík. Velitel výsadku Adolf Opálka si při dopadu zranil nohu a navrhl rozdělení skupiny. Heslo pro opětovné setkání členů výsadku měl být inzerát v Národní politice ve znění „Koupím slovník jazyka českého. Nabídky na adresu Jan Vojtíšek, Lázně Bělohrad 354“. Opálka i Čurda se přes Jana Vojtíška dostali k další spojce do Pardubic.
Poslední výsadek, který kontaktoval Vojtíška byl výsadek s krycím názvem STEEL a tvořil jej jediný parašutista Oldřich Dvořák. Stejně jako ostatním Jan Vojtíšek Dvořákovi pomohl a poslal k další osvědčené spojce do Pardubic.

## Prozrazení
27. května 1942 byl proveden atentát na Reinharda Heydricha a rozsáhlá pátrací akce po útočnících nepřinášela žádné výsledky. V tisku člen Out Distance Karel Čurda zjistil, že jeho přítelkyně byla odsouzena k popravě a také vypsána odměna za dopadení atentátníků. Čurda poslal anonymní dopis na četnickou stanici a když zůstal bez odezvy sám se dostavil s udáním na pražské gestapo. Čurda označil atentátníky Gabčíka a Kubiše a také prozradil úkryty v Pardubicích, Bělohradě i Praze. 17. června v brzkých ranních hodinách dorazilo gestapo do Bělohradu. Ve Vojtíškově tiskárně gestapo zatklo majitele Jana Vojtíška společně s manželkou i dcerou. Dále v okolí syny majitele Jana Vojtíška ml. a jeho bratra Adolfa. Posléze došlo k zatčení i zaměstnance tiskárny Jaroslava Trojánka, snoubence Boženy Vojtíškové ml. Miroslav Jelínek a manželka Jana Vojtíška ml. Kristina. Půlroční Kristininu dceru Janu převezli do nemocnice v Krči, kde měla společně s dětmi z Lidic sloužit k pokusům.

## Osud rodiny Vojtíškových
Vojtíškovi byli převezeni do Petschkova paláce v Praze. Stanný soud odsoudil 29. září 253 osob – spolupracovníky a příslušníky rodin parašutistů – k trestu smrti. Poté byli všichni převezeni do Terezína. Koncem října přišel rozkaz, že všichni zatčení z akce Heydrichiáda měli být okamžitě převezeni z Terezína do koncentračního tábora Mauthausen. Další přesné osudy jednotlivých rodinných příslušníků nejsou známy. Pouze přišla zpráva, že Kristina Vojtíšková a Jaroslav Trojánek byli popraveni v Mauthausenu 24. října 1942. Jako jediná z Vojtíškovy rodiny přežila malá Jana Vojtíšková.